# Space Bee
Space Bee es un grupo musical de rock, formado el 2001 en Perú.

## Historia
Space Bee nace en abril de 2001 participando en festivales universitarios y escenarios limeños. Durante el 2002 y 2003 grabó y mezcló el primer material discográfico de la banda, un EP llamado Space Bee en los estudios "Amigos" y "MCA Studios" junto a los hermanos Saúl y Manuel Cornejo (Laghonia, We All Together) y la masterización de Miguel Ángel Yance. 
En 2004 la banda viaja a Londres donde el grupo es invitado al festival Latin American 2 East London, concretándose entre julio y agosto unos 6 shows en reconocidos locales londinenses como "Grey Horse", "Candem Underworld", "Dublin Castle" y "Bull & Gate". Tras esa visita, buscaron a John Peel a quién entregan su primer trabajo, recibiendo dos meses después la ingrata noticia de su fallecimiento en la ciudad de Cusco.
En 2006 graban el primer LP llamado Live in Space!, producido por Marcos Sanz (Ingeniero de Sonido de Charly García).
En 2007 clasifican al "shortlist" (15 grupos entre 2000) en uno de los concursos de bandas independientes más importantes de Europa: el Festival de Glastonbury en Inglaterra. Luego, en agosto del mismo año, se lanza al mercado el álbum "Live in Space!", así como el primer sencillo en español: "Sin Mirar". En septiembre, Space Bee es considerado junto a otras 15 bandas más de Hispanoamérica al concurso La Zona de Combate de MTV. Viajan a Buenos Aires, donde ganarían la semifinal en los Pre-Premios y participan de la final en Ciudad de México. en el marco de Los Premios MTV Latinoamérica 2007.
En 2008 Space Bee comienza la preproducción del tercer álbum. La banda participa en la banda sonora de la película "Mañana te Cuento 2".
En febrero del 2009 continuó con las giras internacionales viajando a Ecuador para participar en el festival Punta Carnero Fashion Music en Salinas (Ecuador) y en el Festival FFF en Ambato, así como en conciertos en Quito y Guayaquil. En julio la banda estuvo de gira por el circuito rockero de Buenos Aires donde cumplieron 5 presentaciones en locales como el "Ultra", "La Castorera" y el mítico "Roxy de los Arcos". Junto al ingeniero Juan Manuel Junca terminaron de grabar los tres tracks restantes del nuevo disco de la banda en los estudios "Júpiter", con lo que cerraron una productiva etapa en Argentina. 
Las relaciones con la escena argentina continuaron con la presentación del nuevo disco It's Alive!, Vol I en Buenos Aires, donde estuvieron de regreso en el mes de octubre para presentaciones y la grabación de nuevos sencillos en Cathedral Records junto a los reconocidos músicos Ríspico y Fernando Caloia de la banda argentina Turf.
Space Bee cerró el año en el puesto 22 de la Radio de la Comunidad Andina que incluyó a países no solo del pacto andino, sino a todo centro y Sudamérica. La canción "Fire" calificó en el puesto 5 en la radio mexicana Rock & Radio.
En marzo del 2010 la banda es invitada para abrir el concierto de Guns n' Roses en el Estadio Monumental de Lima. En esa misma semana, viajó por primera vez a la ciudad de Arequipa. En octubre estuvieron por 3 semanas en Nueva York tocando en bares de Manhattan, Queens y Long Island. El 25 de noviembre la banda participa en la segunda edición del Lima Hot Festival junto a Smashing Pumpkins y Stereophonics que se realizó en el Estadio de la Universidad Nacional Mayor de San Marcos.
En 2013 Space Bee fue escogida por la banda británica Keane para abrir su concierto en Lima, en el Parque de la Exposición, el 5 de abril, parte de su gira mundial Strangeland Tour. En agosto de 2015 se inicia su carrera en Alemania tocando en el Geldersein Festival, en el Festival Little Woodstock en Saarland y con conciertos en Colonia y Münster.

## Discografía
- Space Bee (EP) (2003)
- Live in Space! (2006)
- It's Alive!, Vol I (2009)